# Lichtenštejnsko na Zimních olympijských hrách 1976
Lichtenštejnsko na Zimních olympijských hrách 1976 reprezentovalo 9 sportovců, z toho 6 mužů a 3 ženy.

## Medailisté
| Medaile | Jméno           | Sport           | Disciplína  |
| ------- | --------------- | --------------- | ----------- |
| Bronz   | Willi Frommelt  | Alpské lyžování | muži slalom |
| Bronz   | Hanni Wenzelová | Alpské lyžování | ženy slalom |